# Nicolas Godin
Nicolas Godin (Le Chesnay, 25 dicembre 1969) è un polistrumentista francese, membro del duo di musica elettronica Air insieme a Jean-Benoît Dunckel.

## Discografia
- 2015 - Contrepoint
- 2020 - Concrete and Glass